# اعمار النجمة (قصر الدهس)
اعمار النجمة هو دُوَّار يقع بجماعة أولاد أوشيح، إقليم العرائش، جهة طنجة تطوان الحسيمة في المملكة المغربية. ينتمي الدوّار لمشيخة قصر الدهس التي تضم 20 دواوير. يقدر عدد سكانه بـ 753 نسمة حسب الإحصاء الرسمي للسكان والسكنى لسنة 2004.

## روابط خارجية
- البوابة الوطنية للجماعات الترابية
- المندوبية السامية للتخطيط